# Korporant Polski
Korporant Polski. Pismo polskich korporantów – kwartalnik o charakterze popularnym. 
Pismo ukazuje się od 2007. Zajmuje się popularyzowaniem tradycji i historii ruchu korporacyjnego oraz dokumentowaniem działalności korporacji akademickich w Polsce. Wydawane przez Towarzystwo Tradycji Akademickiej.
Redaktorem naczelnym jest Michał Laszczkowski.